# BAE173
BAE173 (кор. 비에이이173) — південнокорейський бой-бенд, створений у 2020 році дочірньою компанією MBK Entertainment — PocketDol Studio. Гурт дебютував 19 листопада 2020 року з мініальбомом Intersection: Spark. До складу гурту належить вісім учасників: Джунсо, Джей-Мін, Хангьоль, Юджун, Мучжін, Йонсо, Доха, Біт. У червні 2023 року дев'ятий учасник Дохьон покинув гурт.

## Назва
Назва «BAE173» є абревіатурою від англійського «Before Anyone Else», а цифри 173 розшифровуються так: 1 — число досконалості, а 73 — ідеальне щасливе число.

## Історія

### Переддебютний період
До дебюту учасники Хангьоль і Дохьон брали участь у шоу на виживання Produce X 101 від телеканалу Mnet. Обом вдалося потрапити до фінального складу гурту X1, який був створений за підсумками цього шоу. Після розпуску X1, у квітні 2020 року Хангьоль та Дохьон дебютували як дует H&D.

### 2020—2021: Дебют із мініальбомамиIntersection: SparkтаIntersection: Trace
19 листопада 2020 року BAE173 випустили свій дебютний мініальбом Intersection: Spark із головною композицією «Crush on U». Гурт провів онлайн-шоукейс, який транслювався одночасно на V Live та Youtube. Їхнє дебютне музичне відео на пісню «Crush on U» за 6 днів набрало 10 мільйонів переглядів.
8 квітня 2021 року BAE173 випустили свій другий мініальбом Intersection: Trace з головною композицією «Loved You».

### 2022— дотепер:Intersection: Blaze
30 березня 2022 року BAE173 випустили свій третій мініальбом Intersection: Blaze з головним синглом «Jaws».
20-21 травня BAE173 провели зустрічі з фанатами у Nissho Hall в Токіо, Японія.
22 червня 2023 року було оголошено, що Дохьон покинув Pocketdol Studio та гурт після перемоги у суді проти свого лейбла.

## Учасники
| Сценічний псевдонім | Сценічний псевдонім | Сценічний псевдонім | Дата народження              | Позиція у гурті              |
| Українська          | Англійська          | Хангиль             | Дата народження              | Позиція у гурті              |
| Дійсні учасники     | Дійсні учасники     | Дійсні учасники     | Дійсні учасники              | Дійсні учасники              |
| ------------------- | ------------------- | ------------------- | ---------------------------- | ---------------------------- |
| Джунсо              | Junseo              | 준서                | 28 грудня 2001 (23 роки)     | Лідер, танцюрист             |
| Джей-Мін            | J-Min               | 제이민              | 16 жовтня 1999 (25 років)    | Репер, вокаліст, танцюрист   |
| Хангьоль            | Hangyul             | 한결                | 7 грудня 1999 (25 років)     | Головний танцюрист, вокаліст |
| Юджун               | Yoojun              | 유준                | 22 грудня 2000 (24 роки)     | Вокаліст, танцюрист          |
| Мучжін              | Muzin               | 무진                | 29 березня 2001 (23 роки)    | Головний танцюрист, репер    |
| Йонсо               | Youngseo            | 영서                | 13 червня 2002 (22 роки)     | Головний вокаліст            |
| Доха                | Doha                | 도하                | 7 березня 2004 (21 рік)      | Репер, вокаліст              |
| Біт                 | Bit                 | 빛                  | 21 липня 2004 (20 років)     | Вокаліст                     |
| Колишні учасники    |                     |                     |                              |                              |
| Дохьон              | Dohyon              | 도현                | 10 листопада 2004 (20 років) | Репер, макне                 |

## Дискографія

### Мініальбом
| Назва               | Деталі альбому | Пікові позиції у чартах | Продажі                  |
| Назва               | Деталі альбому | KOR                     | Продажі                  |
| ------------------- | --- | ----------------------- | ------------------------ |
| Intersection: Spark | - Реліз: 19 листопада 2020 - Лейбл: PocketDol Studio - Формат: CD, цифрове завантаження Трек-лист 1. «Prelude: With Me» 2. «Crush On U» (반하겠어) 3. «Fly» 4. «I'll Never Say» (죽어도 못하는 말) 5. «Every Little Thing Is You» (모두 너야) (CD only) | 12                      | - Південна Корея: 18,785 |
| Intersection: Trace | - Реліз: 8 квітня 2021 - Лейбл: PocketDol Studio - Формат: CD, цифрове завантаження Трек-лист 1. «#Trace» 2. «Loved You» (사랑했다) 3. «I Can't Sleep» 4. «Green Light» 5. «Loved You» (사랑했다) (Inst.)                                               | 32                      | - Південна Корея: 21,397 |
| Intersection: Blaze | - Реліз: 30 березня 2022 - Лейбл: PocketDol Studio - Формат: CD, цифрове завантаження Трек-лист 1. «Runnin'» 2. «Annoyed» (짜증나게) 3. «Jaws» 4. «Not Alone» (혼자가 아니야) 5. «Jaws» (Inst.)                                                         | 14                      | - Південна Корея: 27,141 |
| Odyssey: Dash       | - Реліз: 17 серпня 2022 - Лейбл: PocketDol Studio - Формат: CD, цифрове завантаження Трек-лист 1. «걸음마 (Get Him Ugh)» 2. «Dash» 3. «Toez» 4. «Dash» (Inst.)                                                                                          | 9                       | - Південна Корея: 33,373 |

### Сингли
| Назва                                                                            | Рік  | Пікові позиції у чартах | Альбом              |
| Назва                                                                            | Рік  | KOR Down.               | Альбом              |
| -------------------------------------------------------------------------------- | ---- | ----------------------- | ------------------- |
| «Crush On U» (반하겠어)                                                          | 2020 | —                       | Intersection: Spark |
| «Loved You» (사랑했다)                                                           | 2021 | 191                     | Intersection: Trace |
| «Jaws»                                                                           | 2022 | —                       | Intersection: Blaze |
| «Dash»                                                                           | 2022 | 121                     | Odyssey: Dash       |
| «—» релізи, що не потрапили у чарти або не були випущені у відповідних регіонах. |      |                         |                     |

## Відеографія

### Музичні кліпи
| Назва                       | Рік  | Режисер(и)  | Прим.  |
| --------------------------- | ---- | ----------- | ------ |
| «Crush on You»              | 2020 | Н/Д         |        |
| «Every Little Thing Is You» | 2020 | Н/Д         |        |
| «Loved You»                 | 2021 | SUNNYVISUAL | [ 16 ] |
| «I Can't Sleep»             | 2021 | Н/Д         |        |
| «Jaws»                      | 2022 | Н/Д         |        |
| «Dash»                      | 2022 | Н/Д         |        |

## Нагороди та номінації
| Нагорода           | Рік  | Категорія                        | Номінант | Результат | Прим.  |
| ------------------ | ---- | -------------------------------- | -------- | --------- | ------ |
| Asia Artist Awards | 2021 | Male Idol Group Popularity Award | BAE173   | Номінація | [ 17 ] |
| Asia Artist Awards | 2021 | U+ Idol Live Popularity Award    | BAE173   | Номінація | [ 18 ] |